# Mistrzostwa Ameryki Południowej w Biegach Przełajowych 2008
23.  Mistrzostwa Ameryki Południowej w biegach przełajowych – zawody lekkoatletyczne, które odbyły się 2 marca 2008 roku w paragwajskim mieście Asunción.
Najwięcej złotych medali zdobyła Brazylia.

## Rezultaty

### Mężczyźni
| Konkurencja:                | Złoto                                                            | Wynik   | Srebro                                                   | Wynik   | Brąz                                                                  | Wynik   |
| Seniorzy (12 km)            | Marílson dos Santos                                              | 37:28   | Jorge Cabrera                                            | 37:58   | Giovanny Amador                                                       | 38:12   |
| Juniorzy (8 km)             | Gilberto Lopes                                                   | 26:22   | Derlis Ayala                                             | 26:30   | Ederson Pereira                                                       | 26:48   |
| Juniorzy młodsi (4 km)      | António Barbosa                                                  | 12:29   | Rene Champi                                              | 12:38   | Miguel Amador                                                         | 12:45   |
| Seniorzy – drużynowo        | Brazylia · Marílson dos Santos · ? · José Ferreira               | 15 pkt. | Kolumbia · Giovanny Amador · Herder Vásquez · Jhon Tello | 18 pkt. | Wenezuela · Jean Carlos Calzadilla · José Gregorio Peña · Robert Lugo | 22 pkt. |
| Juniorzy – drużynowo        | Brazylia · Gilberto Lopes · Ederson Pereira · José Leão da Silva | 9 pkt.  | Argentyna · Sergio Pérez · Matias Schiel · Joaquin Arbe  | 23 pkt. | Paragwaj · Derlis Ayala · Ivan González · Carlos Báez                 | 25 pkt. |
| Juniorzy młodsi – drużynowo | Brazylia · António Barbosa · Cleiton Machado                     | 5 pkt.  | Paragwaj · Carlos González · Diego Cabrera               | 13 pkt. | –                                                                     | –       |

### Kobiety
| Konkurencja:                 | Złoto                                                       | Wynik   | Srebro                                                           | Wynik   | Brąz                                                          | Wynik   |
| Seniorki (8 km)              | Inés Melchor                                                | 28:19   | Zenaide Vieira                                                   | 28:51   | Maria Baldaia                                                 | 29:12   |
| Juniorki (6 km)              | Yoni Ninahuaman                                             | 23:10   | Rosario Romero                                                   | 23:18   | Yessica Mamani                                                | 23:37   |
| Juniorki młodsze (3 km)      | Soledad Torre                                               | 10:37   | Florencia Borelli                                                | 10:49   | Lucrecia Ortiz                                                | 11:00   |
| Drużynowo – seniorki         | Brazylia · Zenaide Vieira · Maria Baldaia · Isabel da Silva | 11 pkt. | Argentyna · Sandra Amarillo · Nadia Rodríguez · ?                | 25 pkt. | Wenezuela · Yeisy Álvarez · Zuleima Amaya · ?                 | 32 pkt. |
| Juniorki – drużynowo         | Peru · Yoni Ninahuaman · Rosario Romero · Yessica Mamani    | 6 pkt.  | Brazylia · Viviane Figueirêdo · Nadia Conceicao · Poliana Borges | 19 pkt. | Argentyna · Etelvina Bagolin · Erika Gómez · Gladis Rodríguez | 22 pkt. |
| Juniorki młodsze – drużynowo | Argentyna · Florencia Borelli · Lucrecia Ortiz              | 5 pkt.  | Peru · Soledad Torres · Danitza Crisóstomo                       | 6 pkt.  | Brazylia · Jessica Bueno · Keila Rodriguez                    | 13 pkt. |